# Polícia Penal do Brasil
As Polícias Penais são, no Brasil, instituições de segurança pública responsáveis pela segurança dos sistemas prisionais federal, estaduais e do Distrito Federal.
O papel da atual polícia penal foi por muito tempo exercido sem um regramento próprio dentro da Constituição, sendo exercido dentro de estabelecimentos prisionais, com intuito de manter a pessoa privada de liberdade presa e em constante vigilância. 
Este papel foi desempenhado por chamados carcereiros por muitos anos, até a sua transformação em agentes penitenciários e, atualmente, policiais penais.
A Polícia Penal teve sua existência autorizada a partir da Emenda Constitucional nº 104, promulgada em 4 de dezembro de 2019.
Em 31 de maio de 2024, foi criada a Polícia Penal Federal por meio da Lei 14.875/2024, a qual disciplina as funções, atribuições e os aspectos funcionais da carreira. Os Policiais Penais Federais estão vinculados à Secretaria Nacional de Políticas Penais (SENAPPEN).

## História
A instalação da primeira prisão brasileira é mencionada na Carta Régia de 1769, que manda estabelecer uma Casa de Correção no Rio de Janeiro. Mas o primeiro relato à prisão no Brasil foi dado no Livro V das Ordenações Filipinas do Reino, intitulado de Código de Leis Portuguesas, que por sua vez foi implantado no Brasil durante o período Colonial. Este Código decretava a Colônia como presídio de degredados.
A utilização do território colonial como local de cumprimento das penas se estende até 1808, ano marcado por mudanças significativas rumo à autonomia legal e aos anseios de modernidade, uma vez que marca a transferência da capital do Império Português para o Brasil e o ápice das teorias iluministas. A opinião pública também tomou parte nos debates sobre a implantação do regime penitenciário no país. Missões especiais foram enviadas a países como Estados Unidos, Inglaterra e França, com o objetivo de verificar as verdadeiras circunstâncias de aprisionamento e gerenciamento das chamadas prisões-modelo. Como resultado, a Constituição de 1824 passou a estabelecer que as prisões deveriam ser seguras, limpas, arejadas, havendo a separação dos réus conforme a natureza de seus crimes.
Com a Proclamação da República, novos ideais surgiram, e o Código Penal de 1890 estabeleceu novas modalidades de penas: prisão celular, banimento, reclusão, prisão com trabalho obrigatório, prisão disciplinar, interdição, suspeição e perda do emprego público e multa. Neste sentido, o artigo 44 do referido Código iniciou uma concepção que se preserva até nos dias atuais, pois passou a considerar que não haveria mais penas perpétuas e coletivas. Assim as penas restritivas de liberdade individual passaram a ser temporárias e não deveriam exceder trinta anos. .
Em 1934, com o objetivo de minimizar esta somatória de problemas do cárcere brasileiro, foi aprovado pelo Presidente Getúlio Vagas, a circulação de um selo penitenciário, isso é um novo imposto. A criação deste selo visava a criação de recursos financeiros para solucionar desta agravante situação das prisões em todo o país, especialmente, na capital da República, cuja situação era alarmante. Assim o selo penitenciário, cuja arrecadação seria destinada à celebração das reformas penais no Brasil, ficaria à disposição do Ministro da Justiça.
Até que, em julho de 1984 durante o último governo militar, presidido por João Baptista de Oliveira Figueiredo, foi promulgado a Lei de Execução Penal (LEP), incorporando ao rol das penas em espécie as restritivas de direitos, admitindo a prestação de serviços à comunidade, a limitação de fim de semana e a interdição temporária de direitos.
A relação jurídica na execução penal é constituída por direitos e deveres dos sentenciados com a Administração Penitenciária e vice-versa. Sendo assim, o condenado faz uso de seus direitos, não suprimidos pela sentença judicial transitada em julgado, e a Administração Penitenciária assume deveres para a garantia destes.

## Atualidade
A criação da Polícia Penal se deu a partir de Proposta de Emenda à Constituição feita pelo senador Cássio Cunha Lima (PSDB-PB), visando melhorar as condições de trabalho da categoria. A partir dela, a Polícia Penal passou a integrar a lista de órgãos de segurança pública, convertendo os cargos de servidores penitenciários já existentes ou exigindo a realização de novos concursos públicos.
Em abril de 2024, o Projeto de Lei que cria a Polícia Penal Federal (PPF) foi encaminhado ao Congresso Nacional. O despacho também contempla a criação da Carreira de Policial Penal Federal e altera a remuneração dos cargos de Especialista Federal em Assistência à Execução Penal e de Técnico Federal de Apoio à Execução Penal.
Em 31 de maio de 2024, foi criada a Polícia Penal Federal e o cargo de Policial Penal Federal, por meio da Lei 14.875/2024.